# Hermann Knöppel
Hermann Knöppel (* 15. Oktober 1956) ist ein deutscher Fußballspieler.

## Karriere
In seiner Kindheit begann Knöppel, der aus  Enkenbach-Alsenborn stammt, das Fußballspielen beim SV Alsenborn. 1964 zog seine Familie nach Nümbrecht, wo er sich dem TuS Homburg-Bröltal anschloss. 1969 wechselte er zum SSV Homburg-Nümbrecht. Mit vierzehn Jahren zog es ihn zum 1. FC Köln, wo er nach einem erfolgreichen Probetraining in der C1-Jugend anfing. In Köln wurde er 1974 Mittelrheinmeister und Deutscher Vizemeister der A-Jugend. Im August 1974 absolvierte er zwei Länderspiele für die deutsche A-Jugend-Nationalmannschaft. 1975 wurde er erneut mit der A-Jugend  Mittelrheinmeister.
Zur Saison 1975/76 wechselte Knöppel zur 2. Mannschaft des 1. FC Köln. Gleichzeitig begann er bei einem Automaten-Aufsteller eine Ausbildung zum Industriekaufmann. 1976 wurde er Mittelrheinmeister. Zur Saison 1977/78 wurde er von Hennes Weisweiler in den Kader der ersten Mannschaft berufen, wechselte aber im Oktober, da er laut Weisweiler noch nicht so weit sei, wieder zur Amateurmannschaft, mit der er 1981 erneut die Mittelrheinmeisterschaft gewann.
Dreimal setzte Trainer Rinus Michels den Verteidiger am Ende Saison 1980/81 für den 1. FC Köln ein. Während er zweimal nur in den Schlussminuten mitwirken durfte, spielte er am 30. Mai 1981 gegen Borussia Dortmund über volle 90 Minuten und erzielte dabei sogar das 1:0 für die Kölner. Das Spiel endete 2:2. Dieses war sogleich sein letzter Einsatz in der Profimannschaft der  Geißböcke. Noch im gleichen Jahr wurde Knöppel mit der 2. Mannschaft gegen den FC St. Pauli Deutscher Meister der Amateure.
Der 1. FC Köln bot Knöppel zur Saison 1981/1982 einen Profivertrag an, den er aber ablehnte. Da Köln zur neuen Saison bereits Paul Steiner auf seiner Position des Innenverteidigers verpflichtet hatte, rechnete sich Knöppel nur geringe Einsatzchancen aus. 1987 verabschiedete sich Knöppel nach fast 500 Spielen vom 1. FC Köln. Bis 1990 war er in seinen Wohnort beim SSV Weilerswist Spielertrainer war und anschließend bis 1993 Trainer. Danach trainierte er bis 1997 die 1. Mannschaft der Fortuna Hürth-Knapsack.
Knöppel war verheiratet und hat einen Sohn. Beruflich arbeitet Knöppel als Leiter der Debitorenbuchhaltung und der Kreditabteilung bei einem Tochterunternehmen der Gauselmann-Gruppe.